# Charlotte Delbo
Charlotte Delbo (Vigneux-sur-Seine, 1913. augusztus 10. – Párizs 4. kerülete, 1985. március 1.) francia írónő volt, aki elsősorban az auschwitzi fogságban töltött időszakáról szóló megrázó emlékiratairól ismert, ahová a francia ellenállás tagjaként végzett tevékenysége miatt került.

## Élete

### Fiatalkora
Charlotte Delbo 1913-ban született Vigneux-sur-Seine-ben, Essonne-ban, Párizs közelében, a francia Sarthe megyéből származó Charles Delbo és Ermini (született Morero) gyermekeként, aki 18 éves korában Olaszországból költözött Franciaországba.
Fiatalon a színház és a politika felé vonzódott, 1932-ben csatlakozott a francia Fiatal Kommunista Nők Ligájához. Két évvel később megismerkedett George Dudach-csal, akihez feleségül ment. Az évtized későbbi szakaszában Louis Jouvet színész és színházi producerhez ment dolgozni, és társulatával Buenos Airesben volt, amikor a Wehrmacht 1940-ben megszállta és elfoglalta Franciaországot.
Várhatott volna a visszatéréssel, amikor Philippe Pétain, a kollaboráns Vichy-rezsim vezetője 1941-ben különleges bíróságokat hozott létre az ellenállókkal szemben. Az egyik ilyen bíróság halálra ítélte egyik barátját, egy Andre Woog nevű fiatal építészt. „Nem bírom elviselni, hogy biztonságban vagyok, miközben másokat guillotine-oznak” – mondta Jouvet-nek. „Nem leszek képes senkinek a szemébe nézni”.

### Ellenállás és letartóztatás
Ennek megfelelően visszatért Párizsba Dudachcsal, aki már aktívan részt vett az ellenállásban mint a nemzetközi hírű költő, Louis Aragon megbízott futárja. A házaspár a tél nagy részét röpiratok és más náci Németország-ellenes olvasmányok nyomtatásával és terjesztésével töltötte. A kommunista filozófus Georges Politzer köré szerveződött csoport tagjaivá váltak, és aktív szerepet vállaltak a Lettres Françaises című földalatti folyóirat kiadásában.
1942. március 2-án a rendőrség egy óvatlan futárt követve eljutott a lakásukig, és letartóztatta George-ot és Charlotte-ot. A futárnak sikerült elmenekülnie egy hátsó ablakon keresztül.

### A táborokban töltött idő
Dudachot május 23-án reggel lelőtték, miután megengedték neki, hogy elbúcsúzzon feleségétől. Delbót az év hátralévő részében Párizs melletti tranzittáborokban tartották fogva, majd 1943. január 23-án 229 másik, ellenállási tevékenységük miatt bebörtönzött francia nővel együtt vonatra ültették az auschwitzi koncentrációs táborba, az úgynevezett Convoi des 31000 néven ismertté vált táborba tartó vonatra. Ez volt az egyike annak a néhány konvojnak, amely nem zsidó foglyokat szállított Franciaországból ebbe a táborba (a legtöbbet a Mauthausen-Gusen koncentrációs táborba vagy más politikai foglyok számára fenntartott táborokba küldték), és az egyetlen női konvoj. Csak 49-en tértek vissza; erről az élményéről később a Le convoi du 24 janvier (angolul Convoy to Auschwitz címmel jelent meg) című könyvében írt.
A konvojban volt még Marie-Claude Vaillant-Couturier, Lucien Vogel magazinszerkesztő lánya és a kommunista ellenállás aktivistája, aki később tanúskodott a háborús bűnösök nürnbergi perében; France Rondeaux, André Gide unokatestvére; Vittoria „Viva” Daubeuf, az olasz szocialista vezető és későbbi miniszterelnök-helyettes, Pietro Nenni lánya; Simone Sampaix, a L’Humanité szerkesztőjének lánya; Marie „Mai” Politzer, Georges Politzer szociológus felesége; Adélaïde Hautval, orvos, aki számos rabot mentett meg, és tanúskodott a náci orvosi atrocitások ellen; és Hélène Solomon-Langevin, Paul Langevin fizikus lánya. Részben annak köszönhető, hogy mivel a foglyok között több tudós is volt (többek között Laure Gatet és Madeleine Dechavassine), hogy néhányan, köztük Delbo is, kiválasztásra kerültek a kokszagiz farmra, és túlélték.
A transzportban lévő nők többsége azonban szegény és iskolázatlan volt, és szinte mind kommunista. Egyikük, Danielle Casanova sokáig kommunista mártírként és példaképként dicsőült. Delbo később a Casanova-legenda nagy részét megcáfolta. Inkább munkásbarátait méltatta, mint például Lulu Thevenin-t, Christiane „Cecile” Charua-t (aki később a történész és Mauthausen-túlélő Jose Borras felesége lett), Jeannette „Carmen” Serre-t, Madeleine Doiret-t és Simone „Poupette” Alizont, akik közül sokan kiemelkedő szerepet játszanak az emlékirataiban.
A nők körülbelül egy évig voltak Auschwitzban, először Birkenauban, majd a raiskói szatellittáborban, mielőtt Ravensbrückbe küldték őket, és végül 1945-ben, a háború végéhez közeledve a Nemzetközi Vöröskereszt svéd tagozatának őrizetébe kerültek. Miután felépült, Delbo visszatért Franciaországba.

### A háború után
Fő művét, az Auschwitz és utána címmel megjelent trilógiát („Vissza már egyikünk se tér”, „Fölösleges tudás” és „Napjaink mércéje”) a háborút közvetlenül követő években írta, de az első rész publikálásával 1965-ig várakozott, hogy a könyv az idő próbáját kiállja, mert attól tartott, hogy nem lesz méltó az emberiség legnagyobb tragédiájához. Az utolsó kötetek 1970-ben és 1971-ben jelentek meg.
A „Qui Rapportera Ces Paroles?” című színdarab (Ki viszi tovább a szót?) Delbo birkenaui élményeiről szól.
Későbbi éveiben elhagyta a kommunizmust, más ellenálló-túlélőkhöz (köztük David Rousset és Jorge Semprún) hasonlóan a szovjetunióbeli kényszermunka-táborok leleplezésének hatására.
Politikai nézetei továbbra is erősen baloldaliak maradtak: az algériai háború alatt kiadta a „Les belles lettres” című petíciógyűjteményt, amelyben a francia gyarmati politika ellen tiltakozott. Soha nem ment újra férjhez.
Az 1960-as években az ENSZ-nek és Henri Lefebvre filozófusnak dolgozott, aki a háború előtt együtt dolgozott Politzerrel.
Tüdőrákban halt meg 1985-ben.

## Emlékezete

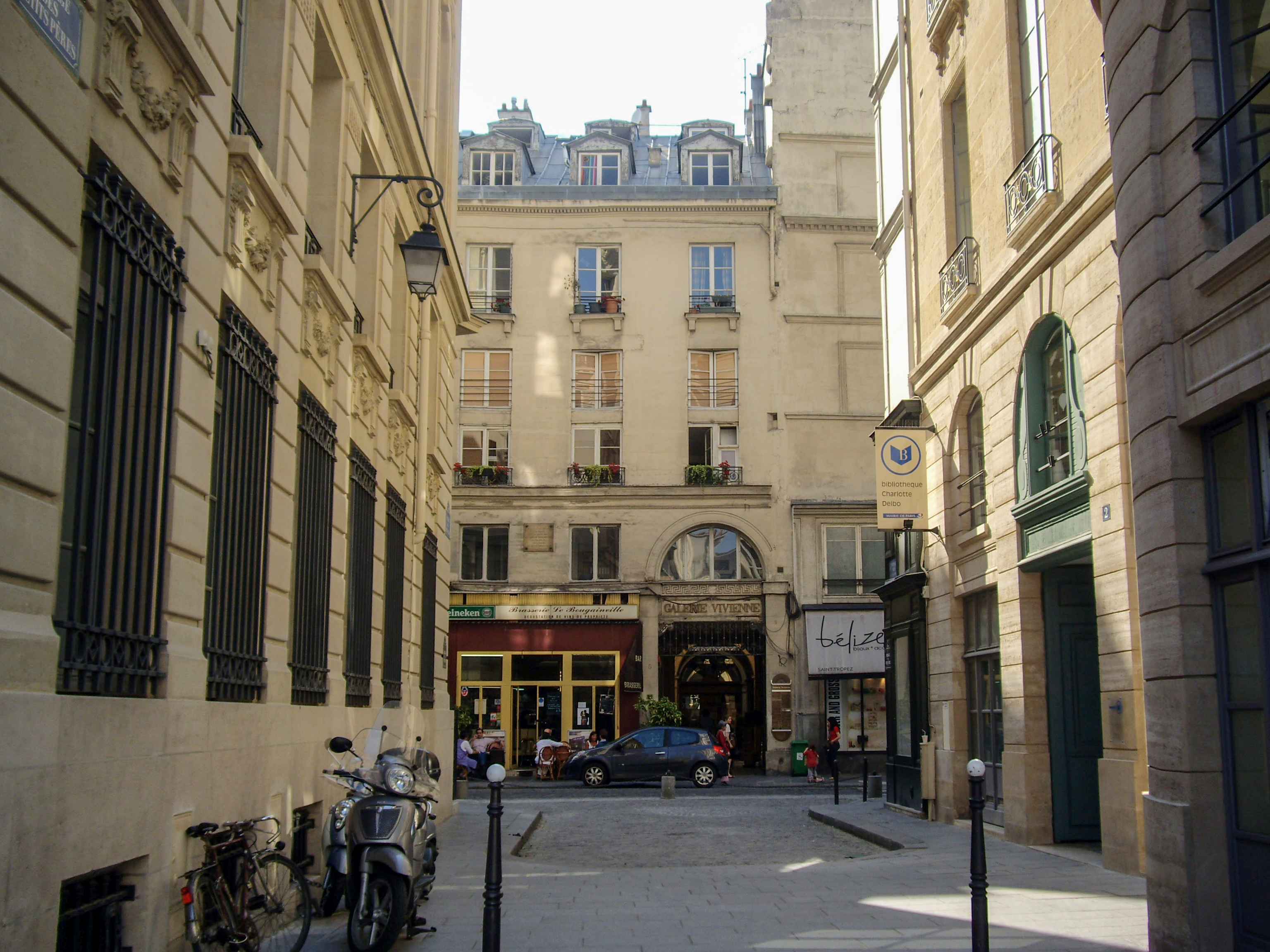
A Charlotte Delbo könyvtár (a jobb oldalon)

Párizsban egy könyvtárat neveztek el róla: Bibliotheque Charlotte Delbo.

## Munkái
Bár a legtöbb olvasó számára kevéssé ismert, a holokauszt irodalmi közösségében Delbót széles körben tisztelik, és művét a legtöbb főiskolai szintű kurzus keretében kezdik a témával foglalkozó kurzusokba beiktatni.
Ez a viszonylagos ismeretlenség részben annak köszönhető, hogy munkái csak nemrégiben jelentek meg angol fordításban; továbbá annak, hogy a holokausztirodalom kánonja inkább olyan írókra összpontosít, mint Anne Frank, Primo Levi és Elie Wiesel, akik már sokkal régebb óta szerepelnek nyomtatásban.
De a technikája volt a legnagyobb akadály, amit le kellett küzdenie. Tadeusz Borowskihoz, egy másik nem zsidóhoz hasonlóan, akit ellenállási tevékenység miatt küldtek Auschwitzba, ő is kevésbé kényelmes módját választotta élményei elmesélésének, mint Levi és Wiesel egyenesebb elbeszélései.
Vezérelve az volt, ahogy ő maga rendszeresen leírta: Essayez de regarder. Essayez pour voir, vagy durva fordításban, amikor ez refrénként fordul elő a műveiben: „Próbálj meg nézni. Csak próbáld meg és lásd.”
Delbo munkássága Haft és Lamot mellett már számos más tudósra is nagy hatással volt, például Lawrence L. Langer, Nicole Thatcher, Geoffrey Hartman, Marlene Heinemann, Robert Skloot, Kali Tal, Erin Mae Clark, Joan M. Ringelheim, Debarati Sanyal és sokan mások. A feministák egyre nagyobb érdeklődést mutatnak munkássága iránt, bár Delbo nem vallotta magát feministának.

## Könyvei
- Auschwitz and After, (Auschwitz, et après) Yale University Press,(1997), ISBN 0-300-07057-8
  - None of Us Will Return, (Aucun de nous ne reviendra, 1965)
  - Useless Knowledge, (La connaissance inutile, 1970)
  - The Measure of Our Days, (Mesure de nos jours, 1985)
- Le convoi de 24 janvier (Convoy to Auschwitz), Northeastern University Press, (1997), ISBN 1-55553-313-2
- Who Will Carry the Word
- Les belles lettres
- Days and Memory[18]

## Magyarul megjelent
- Auschwitz és utána (Auschwitz et après; Vissza már egyikünk se tér, Fölösleges tudás, Napjaink mércéje) – Múlt és Jövő, Budapest, 2021 · ISBN 9786155480775 · Fordította: Marczisovszky Anna

## Fordítás
- Ez a szócikk részben vagy egészben  a   Charlotte Delbo című angol Wikipédia-szócikk fordításán alapul.  Az eredeti cikk szerkesztőit annak laptörténete sorolja fel. Ez a jelzés csupán a megfogalmazás eredetét és a szerzői jogokat jelzi, nem szolgál a cikkben szereplő információk forrásmegjelöléseként.